# Демісексуальність

Прапор демісексуалів, в якому чорний трикутник означає асексуальність, сірий колір — грейсексуальність та демісексуальність, білий — сексуальність, а фіолетовий — спільноту

Демісексуальність (фр. demi — «половина» + sexuality — «сексуальність») — ідентифікація сексуальної орієнтації у людей, які можуть відчути сексуальний потяг до іншої людини лише після встановлення з нею близьких емоційних зв'язків.
Ресурсний центр демісексуалів (англ. The Demisexual Resource Center) стверджує, що демісексуали є частиною спільноти асексуалів, оскільки, як правило, вони не відчувають сексуального потягу до інших людей. Багато демісексуалів за все своє життя можуть відчувати потяг лише до декількох людей чи навіть однієї людини. Значна частина демісексуалів також не зацікавлені в сексі, тому вони мають багато спільного з асексуалами.
Визначення «емоційного зв'язку» варіюється від людини до людини. Демісексуали можуть мати будь-яку романтичну орієнтацію. Асексуальні люди часто змінюють ідентифікацію своєї орієнтації протягом життя, перехід від асексуальності до демісексуальності — звичайне явище.

## Історія
Термін був введений на «Форумах асексуальної видимості» та освітньої мережі у лютому 2006 року. На основі теорії про те, що аллосексуали відчувають як первинний, так і вторинний сексуальний потяг, а асексуали не відчувають жодного, термін демісексуали був запропонований для людей, які відчувають останнє без першого.
Демісексуальність, як компонент спектра асексуальності, включена у спільноти квір-активістів, такі як «GLAAD» і «The Trevor Project». Демісексуальність також має більш детальні підтипи/поділи в собі.
Постдокторські дослідження демісексуальності проводяться принаймні з 2013 року, а подкасти та соціальні медіа також підвищують обізнаність громадськості про демісексуальність.
Слово потрапило до «Оксфордського словника англійської мови» у березні 2022 року, а його найперше вживання було зафіксовано у 2006 році як іменник.
З 2019 року додаток Tinder містить демісексуал як опцію для самоозначення своєї сексуальної орієнтації в профілях.

## Визначення
Загальне визначення демісексуальності стверджує, що «демісексуальність — це сексуальна орієнтація, при якій людина відчуває сексуальний потяг до когось лише після того, як у них виник тісний/сильний емоційний зв'язок з ним».
Це означає, що демісексуали можуть відчувати сексуальний потяг, який формується через зв'язок, який вони поділяють з іншою людиною.
Те, скільки демісексуальним особам потрібно знати про людину, щоб відчути до неї сексуальний потяг, залежить від людини до людини. Немає також конкретного часового терміну, який визначає скільки це займає. Також немає способу визначити, що кваліфікується як тісний або міцний зв'язок, що може викликати плутанину у розумінні цього терміну та демісексуальних осіб.
Демісексуальні особи можуть насолоджуватися присутністю людини або приваблюватися деякими її якостями, не маючи інтересу зустрічатися з нею чи будувати з нею романтичні стосунки.

## Уфікшн
«Демісексуальність» — поширена тема (або троп) у романтичних романах, яку називають «обов'язковою демісексуальністю». У художній прозі парадигма сексу приносить справжнє задоволення споживачам лише тоді, коли партнери дуже близько та щиро закохані, ця риса зазвичай асоціюється з жіночими персонажами. Інтимність зв'язку також дозволяє досягти відчуття ексклюзивності моменту, стосунків.